# Giovanni Battista Bertani

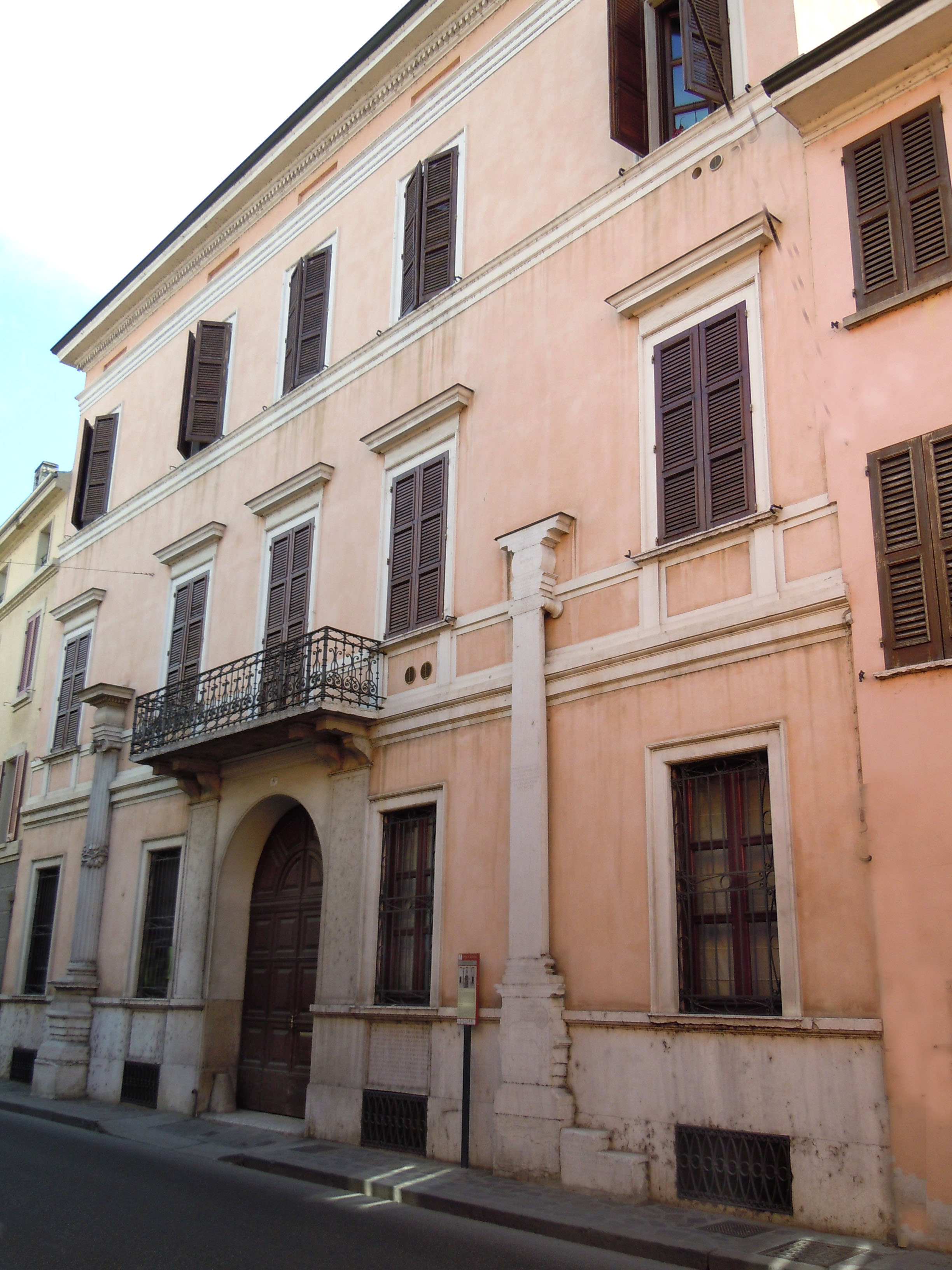
Casa de Giovanni Battista Bertani a Màntua

Giovanni Battista Bertani (1516-1576) fou un pintor i arquitecte italià del Renaixement.
Alumne de Giulio Romano, va treballar en el taller ducal de pintura de Màntua, va ser promogut després de la mort de Romano per al càrrec de prefecte dels estudis ducals. Pintors que el van ajudar en els últims anys de la seva vida, inclouen el seu germà Domenico, així com Battista del Moro, Geronimo Mazzuola, Paolo Farinato, Domenico Brusasorci, Giulio Campi i Paolo Veronese. D'ell es diu que va completar una traducció parcial de l'obra de Vitruvi.